# Danielle Laurencin
Pour les articles homonymes, voir Laurencin.
Danielle Laurencin est une chercheuse française en chimie moléculaire et des matériaux à l'Institut Charles Gerhardt Montpellier (ICGM).
Elle a publié de nombreux articles scientifiques.
Elle est lauréate d'un Consolidator Grant du Conseil Européen de la Recherche en 2018.

## Récompenses et distinctions
- Médaille de bronze du CNRS (2013)[4],[5].